# Ardèche (řeka)
Ardèche je řeka na jihovýchodě Francie (Auvergne-Rhône-Alpes, Okcitánie). Její celková délka je přibližně 120 km. Plocha povodí měří přibližně 2429 km².

## Průběh toku
Pramení na svazích Cevenn. Ústí zprava do Rhôny.

## Vodní režim
Průměrný průtok vody činí 60 m³/s. Výrazně nejvyšších vodních stavů dosahuje v zimě a na jaře.

## Využití
Vodní doprava je možná na dolním toku. Je využívána také k zisku vodní energie a k plavení dřeva.